# Erzbistum Lahore
Das Erzbistum Lahore (lat.: Archidioecesis Lahorensis) ist eine in Pakistan gelegene römisch-katholische Erzdiözese mit Sitz in Lahore. 

## Geschichte
Das Bistum Lahore wurde am 1. September 1886 durch Papst Leo XIII. aus Gebietsabtretungen des Apostolischen Vikariates Punjab errichtet. Es wurde dem Erzbistum Karatschi als Suffraganbistum unterstellt. Das Bistum Lahore gab in seiner Geschichte mehrmals Teile seines Territoriums zur Gründung neuer Apostolischer Präfekturen ab. Am 23. April 1994 wurde das Bistum Lahore zum Erzbistum erhoben.

## Ordinarien

### Bischöfe von Lahore
- 1886–1888 Paul Tosi OFMCap
- 1888–1890 Symphorien Charles-Jacques Mouard OFMCap
- 1890–1892 Emanuel Alphonsus van den Bosch OFMCap, dann Erzbischof von Agra
- 1893–1904 Godefridus Pelckmans OFMCap
- 1905–1925 Fabian Antonio Eestermans OFMCap
- 1928–1946 Hector Catry OFMCap
- 1947–1967 Marcel Roger Buyse OFMCap
- 1967–1975 Felicissimus Alphonse Raeymaeckers OFMCap
- 1975–1994 Armando Trindade

### Erzbischöfe von Lahore
- 1994–2000 Armando Trindade
- 2001–2011 Lawrence John Saldanha
- 2013–0000 Sebastian Francis Shah OFM, 2024 suspendiert[1]